# 9904 Mauratombelli

9904 Mauratombelli

9904 Mauratombelli eller 1997 OC1 är en asteroid i huvudbältet som upptäcktes den 29 juli 1997 av de båda italienska astronomerna Andrea Boattini och Luciano Tesi vid Pian dei Termini-observatoriet. Den är uppkallad efter den italienska astronomen Maura Tombelli.
Asteroiden har en diameter på ungefär 8 kilometer.